# 高岡町小山田
高岡町小山田（たかおかちょうおやまだ）は、宮崎県宮崎市の地名。高岡地域自治区に属している。郵便番号は880-2214。

## 地理
宮崎市の北西部、旧高岡町の北西部に位置する。高岡町上倉永、高岡町下倉永、高岡町五町、高岡町高浜、高岡町花見と接する。海軍軍医総監、東京慈恵会医科大学創設者である高木兼寛の生誕地として知られる。

### 地名の由来
穆佐（むかさ）のムカは「向かいの地」の意で、低湿地帯をス（三角州）といい、川向こうからながめてこの地域を「ムコス」と呼んだのが、「ムカサ」になったといわれている。穆は「ボク」と読めるが「ムカ」とは読めない。これは住民がわきあいあいと助け合う姿を願い、「穆」の漢字が当てられたのではないかといわれている。
その穆佐郷の郷社である穆佐神社の神田が当地に広がり、それを御山田と呼び、小山田と表記した説がある。

## 歴史
- 明治22年（1889年）5月1日 - 町村制の施行により旧小山田村を含めた7村で穆佐村が発足。
- 昭和30年（1955年）4月1日 - 高岡町・穆佐村が合併し、改めて高岡町が発足
- 平成18年（2006年）1月1日 - 高岡町が宮崎市に編入。

## 世帯数と人口
2023年（令和5年）4月1日現在の世帯数と人口は以下の通りである。
| 町丁         | 世帯数  | 人口  |
| ------------ | ------- | ----- |
| 高岡町小山田 | 372世帯 | 699人 |

## 小・中学校の学区
市立小・中学校に通う場合、学区は以下の通りとなる。
| 町名         | 小学校             | 中学校             |
| ------------ | ------------------ | ------------------ |
| 高岡町小山田 | 宮崎市立穆佐小学校 | 宮崎市立高岡中学校 |

## 交通

### バス
宮交グループの運営するバスが営業している。

### 道路
- 宮崎県道28号日南高岡線
- 宮崎県道352号野首麓線

## 施設
- 宮崎市役所穆佐出張所
- 穆佐郵便局
- 穆佐城
- 宮崎市立穆佐小学校
- 穆佐広場（高木兼寛生誕地）